# Casaglione
Casaglione (korziško Casaglionu) je naselje in občina v francoskem departmaju Corse-du-Sud regije - otoka Korzika. Leta 2010 je naselje imelo 366 prebivalcev.

## Geografija
Kraj leži v zahodnem delu otoka Korzike 31 km severno od središča Ajaccia. Na ozemlju občine ob zalivu Liscia se nahaja manjše letoviško naselje Tiuccia.

## Uprava
Občina Casaglione skupaj s sosednjimi občinami Ambiegna, Arro, Azzana, Calcatoggio, Cannelle, Lopigna, Pastricciola, Rezza, Rosazia, Salice, Sari-d'Orcino in Sant'Andréa-d'Orcino  sestavlja kanton Cruzini-Cinarca s sedežem v Sari-d'Orcinu. Kanton je sestavni del okrožja Ajaccio.